# Chất thải công nghiệp

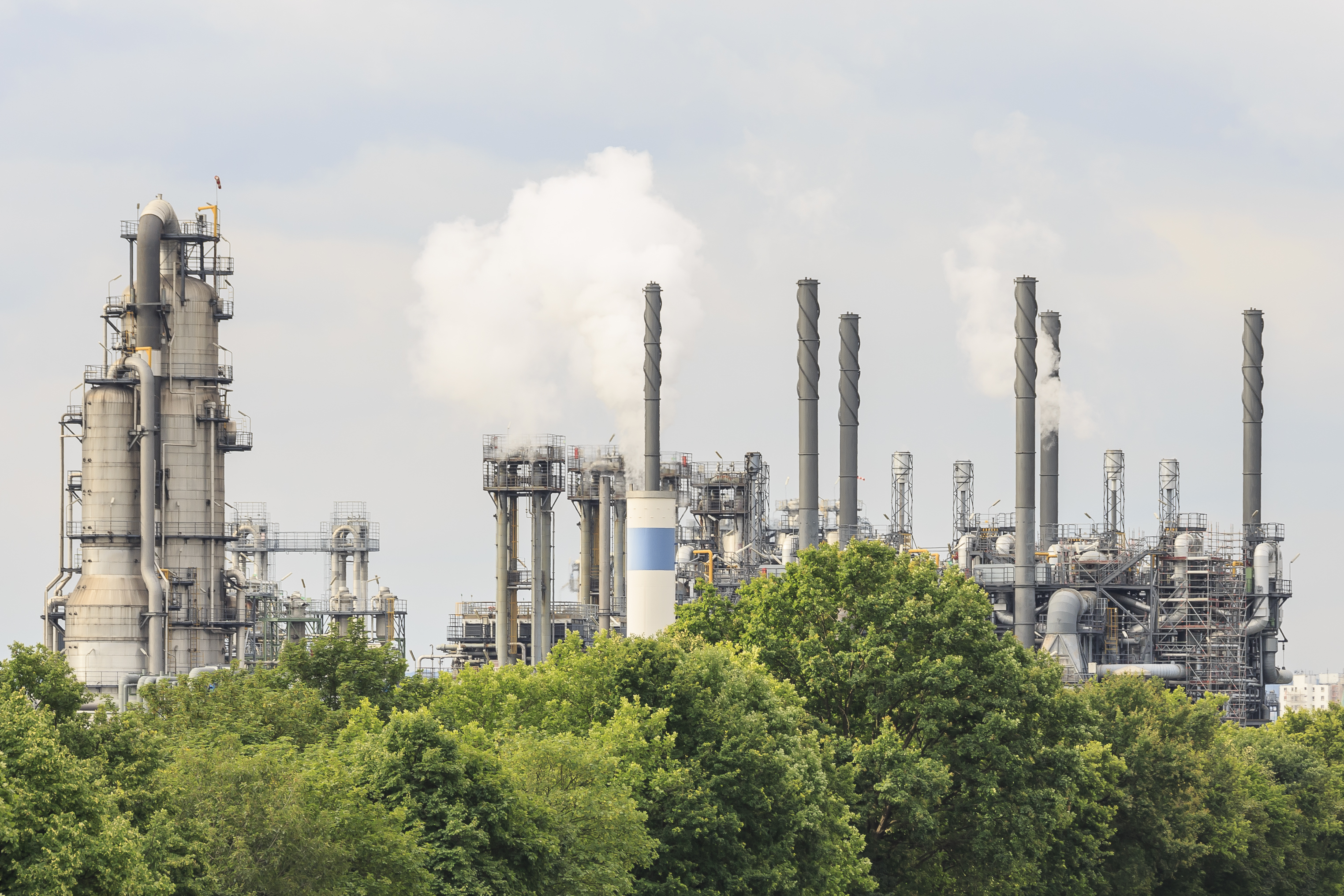
Khí thải của các nhà máy công nghiệp

Chất thải công nghiệp là chất thải được tạo ra từ hoạt động công nghiệp, bao gồm bất kỳ vật liệu nào trở nên vô dụng trong quá trình sản xuất tại các nhà máy, công nghiệp, luyện kim và hoạt động khai thác. Các loại chất thải công nghiệp bao gồm bụi bẩn và sỏi, gạch và bê tông, kim loại phế liệu, dầu, dung môi, hóa chất, gỗ phế liệu, thậm chí cả thực vật từ các nhà hàng. Chất thải công nghiệp có thể là chất rắn, lỏng hoặc khí. Nó có thể là chất thải nguy hại hoặc không nguy hại. Chất thải nguy hại có thể độc hại, dễ bắt lửa, ăn mòn, phản ứng hoặc phóng xạ. Chất thải công nghiệp có thể gây ô nhiễm không khí, đất hoặc các nguồn nước gần đó, cuối cùng làm ô nhiễm biển. Chất thải công nghiệp thường được trộn vào chất thải đô thị, làm cho việc đánh giá chính xác trở nên khó khăn. Ước tính Hoa Kỳ có tới 7.6 tỷ tấn chất thải công nghiệp được tạo ra mỗi năm. Hầu hết các quốc gia đã ban hành luật để xử lý vấn đề chất thải công nghiệp, nhưng chế độ nghiêm ngặt và tuân thủ khác nhau. Thực thi luật pháp về việc này luôn là một vấn đề.

## Phân loại và xử lý
Chất thải độc hại, chất thải hóa học, chất thải rắn công nghiệp và chất thải rắn đô thị là những chỉ định của chất thải công nghiệp. Các nhà máy xử lý nước thải có thể xử lý một số chất thải công nghiệp, tức là những chất thải bao gồm các chất ô nhiễm thông thường như nhu cầu oxy sinh hóa (BOD). Chất thải công nghiệp có chứa chất ô nhiễm độc hại hoặc nồng độ cao của các chất ô nhiễm khác (như amonia) đòi hỏi phải có hệ thống xử lý chuyên biệt. (Xem Xử lý nước thải công nghiệp).
Chất thải công nghiệp có thể được phân loại dựa trên đặc điểm của chúng:
- Chất thải ở dạng rắn, nhưng một số chất ô nhiễm bên trong ở dạng lỏng hoặc lỏng, ví dụ như ngành sành sứ hoặc rửa khoáng sản hoặc than
- Chất thải ở dạng hòa tan và chất ô nhiễm ở dạng lỏng, ví dụ như ngành sữa

## Tác động môi trường
Các nhà máy và nhà máy điện thường được đặt gần các vùng nước do nhu cầu lượng nước lớn làm đầu vào cho quá trình sản xuất hoặc để làm mát thiết bị. Nhiều khu vực đang trở nên công nghiệp hóa chưa có tài nguyên hoặc công nghệ để xử lý chất thải với các tác động ít hơn đến môi trường. Cả nước thải chưa được xử lý và xử lý một phần thường được đưa trở lại vào một vùng chứa nước. Kim loại, hóa chất và nước thải được đưa vào các vùng chứa nước sẽ ảnh hưởng trực tiếp đến hệ sinh thái biển và sức khỏe của những người sống phụ thuộc vào nước như nguồn thức ăn hoặc nước uống. Các độc tố từ nước thải có thể giết chết sinh vật biển hoặc gây ra các mức độ bệnh khác nhau cho những người tiêu thụ các động vật biển này, tùy thuộc vào chất gây ô nhiễm. Kim loại và hóa chất thải vào cơ thể nước ảnh hưởng đến hệ sinh thái biển.
Nước thải có chứa nitrat và phosphat thường gây ra hiện tượng phú dưỡng có thể giết chết sự sống hiện có trong nước. Một nghiên cứu của Thái Lan tập trung vào nguồn gốc ô nhiễm nước cho thấy nồng độ ô nhiễm nước cao nhất trong sông U-tapao có mối tương quan trực tiếp với nước thải công nghiệp.

### Ô nhiễm không khí
Bài viết chính: Ô nhiễm không khí
Một tác động rõ ràng khác của chất thải công nghiệp là ô nhiễm không khí do đốt nhiên liệu hóa thạch. Điều này ảnh hưởng đến cuộc sống của nhiều người vì điều này làm lây lan bệnh tật. Theo thời gian, vấn đề này đã được phổ biến. Một số vấn đề môi trường có tác động tàn phá đối với các nước thế giới thứ ba vì họ không có đủ nguồn lực để giải quyết vấn đề cụ thể này.  Điều này cũng ảnh hưởng đến chất lượng đất vì nông dân phải cố gắng giải quyết vấn đề lớn này. Ngoài ra, nitơ dioxide là một chất ô nhiễm không khí phổ biến được tìm thấy trong không khí. Các chất ô nhiễm không khí có tác động tàn phá đối với dân số vì nó gây ra bệnh tật. Amonia cũng gây ra rất nhiều vấn đề về hô hấp có thể bị nhiễm từ không khí. "Các bệnh có thể xảy ra do ô nhiễm không khí bao gồm kích ứng mắt, da, mũi hoặc cổ họng. Cũng có khả năng bị Viêm phổi hoặc Viêm phế quản, cả hai đều rất nguy hiểm. Thông thường, mọi người đã báo cáo rằng họ bị đau đầu, khó chịu và chóng mặt do ô nhiễm không khí. " WHO - Tổ chức Y tế Thế giới đã tuyên bố rằng ô nhiễm không khí là nguy cơ tồi tệ nhất đối với sức khỏe con người.Tình trạng ô nhiễm không khí đã có từ rất lâu. Ô nhiễm không khí trong nhà cũng là một nguy cơ đối với con người. Loại ô nhiễm không khí này gây ra bởi việc đốt các nhiên liệu rắn chủ yếu là từ nấu nướng hoặc sưởi ấm

### Ô nhiễm nước
Bài viết chính: Ô nhiễm nước
Một trong những tác động tàn phá nhất của chất thải công nghiệp là ô nhiễm nguồn nước. Đối với hầu hết các quy trình công nghiệp, lượng nước nặng được sử dụng có tiếp xúc với các hóa chất độc hại. Những hóa chất này thường là kim loại hoặc chất phóng xạ. Điều này gây ảnh hưởng nặng nề đến môi trường vì hầu hết chất thải đều chảy ra đại dương, hồ hoặc sông. Do đó, nước trở nên ô nhiễm, gây nguy hại cho sức khỏe của mọi người. Người nông dân sống dựa vào nguồn nước này nhưng nếu nước bị ô nhiễm thì cây trồng sản xuất ra có thể bị ô nhiễm. Những điều này ảnh hưởng đến sức khỏe của xã hội bởi vì nếu các công ty công nghiệp không thể làm sạch chất thải sẽ ảnh hưởng đến cuộc sống của con người và động vật. Sức khỏe của sinh vật biển bị ảnh hưởng vì cuộc sống của chúng bị đe dọa bởi nguồn nước ô nhiễm này. Ô nhiễm nước có thể gây ra những tác động tàn phá đối với cơ thể con người với nguyên nhân chính là nhiễm trùng từ vi khuẩn, ký sinh trùng và hóa chất. "Các bệnh mà con người có thể bị phơi nhiễm do uống nước không an toàn bao gồm dịch tả, thương hàn hoặc Giardia."

## Sự quản lí

### Thái Lan
Ở Thái Lan, các vai trò trong quản lý chất thải rắn đô thị (MSW) và quản lý chất thải công nghiệp được tổ chức bởi Chính phủ Hoàng gia Thái Lan, được tổ chức như chính phủ trung ương (quốc gia), chính quyền khu vực và chính quyền địa phương. Mỗi chính phủ chịu trách nhiệm về các nhiệm vụ khác nhau. Chính phủ trung ương chịu trách nhiệm kích thích các quy định, chính sách và tiêu chuẩn. Chính quyền khu vực có trách nhiệm điều phối chính quyền trung ương và địa phương. Chính quyền địa phương chịu trách nhiệm quản lý chất thải trong khu vực quản lý của họ. Tuy nhiên, chính quyền địa phương không tự mình xử lý rác thải mà thay vào đó thuê các công ty tư nhân đã được Cục Kiểm soát Ô nhiễm (PCD) ở Thái Lan cấp quyền. Các công ty chính là Trung tâm Quản lý Chất thải Công nghiệp Bangpoo, General Environmental Conservation Public Company Limited (GENCO), SGS Thailand, Waste Management Siam LTD (WMS), và Better World Green Public Company Limited (BWG). Các công ty này phải chịu trách nhiệm về chất thải mà họ đã nhận từ khách hàng của họ trước khi thải ra môi trường, đem đi chôn lấp.

### Hoa Kỳ
Đạo luật Bảo tồn và Phục hồi Tài nguyên năm 1976 (RCRA) quy định liên bang về chất thải rắn ở Hoa Kỳ.Cơ quan Bảo vệ Môi trường Hoa Kỳ (EPA) đã ban hành các quy định quốc gia về việc xử lý, xử lý và tiêu hủy chất thải. EPA đã ủy quyền cho các cơ quan môi trường nhà nước riêng lẻ thực hiện và thực thi các quy định của RCRA thông qua các chương trình quản lý chất thải đã được phê duyệt.
Sự tuân thủ của tiểu bang được giám sát bởi các cuộc thanh tra của EPA. Trong trường hợp các tiêu chuẩn hướng dẫn quản lý chất thải không được đáp ứng, hành động chống lại địa điểm sẽ được thực hiện. Các lỗi tuân thủ có thể được sửa chữa bằng cách thực thi dọn dẹp trực tiếp bởi địa điểm chịu trách nhiệm về chất thải hoặc bên thứ ba được thuê bởi địa điểm đó. Trước khi ban hành Đạo luật Nước sạch (1972) (RCRA), việc đổ thải lộ thiên hoặc xả nước thải vào các vùng nước gần đó là các phương pháp xử lý chất thải phổ biến. Những tác động tiêu cực đến sức khỏe con người và sức khỏe môi trường buộc phải có những quy định như vậy.RCRA cung cấp các tiểu mục cụ thể xác định các vật liệu chất thải nguy hại và không nguy hại cũng như cách thức quản lý và xử lý chúng đúng cách. Hướng dẫn xử lý chất thải rắn không nguy hại bao gồm việc cấm đổ rác lộ thiên. Chất thải nguy hại được giám sát trong một cái nôi thời trang nghiêm trọng. EPA hiện quản lý 2,96 triệu tấn chất thải rắn, nguy hại và chất thải công nghiệp. Kể từ khi thành lập, chương trình RCRA đã trải qua những cải cách do sự kém hiệu quả phát sinh và khi quản lý chất thải phát triển.
Đạo luật Không khí Sạch (Hoa Kỳ) năm 1963 và Đạo luật Chất lượng Không khí năm 1967 là một trong những động thái đầu tiên để bắt đầu lập pháp luật về ô nhiễm không khí. Nó cũng đưa ra một biện pháp thực thi nghiêm ngặt hơn đối với ô nhiễm không khí giữa các tiểu bang. Đạo luật Không khí sạch năm 1970: Tăng cường luật pháp để hạn chế ô nhiễm. Ví dụ, các phương tiện như ô tô, xe tải và các nguồn công nghiệp đã được chính phủ theo dõi. Mục tiêu của hoạt động này là điều chỉnh sự phát tán của ôzôn, nitơ dioxide, chì, monoxit và lưu huỳnh dioxide. Sáu chất ô nhiễm này được phân loại là những chất phổ biến nhất theo EPA (Cơ quan Bảo vệ Môi trường Hoa Kỳ). Đạo luật không khí sạch sửa đổi năm 1977: Các khu vực chất lượng không khí chịu hiệu lực của Tiêu chuẩn chất lượng không khí xung quanh quốc gia (Tiêu chuẩn chất lượng không khí xung quanh quốc gia) đã tăng cường chú ý để ngăn ngừa PSD (Phòng ngừa suy giảm chất lượng đáng kể). Đạo luật Nước sạch: CWA năm 1972 bảo vệ một số khu vực khỏi rác thải. Các công ty công nghiệp không thể đổ tại các khu vực này vì chúng được TTK bảo vệ. Tất cả những hoạt động này đã giúp quản lý ô nhiễm ở Hoa Kỳ. Việc ô nhiễm là nguyên nhân gây tử vong hàng đầu như Richard Fuller đã chỉ ra.  Với những kế hoạch đang được tiến hành, chi phí sẽ không hề rẻ nếu duy trì tình trạng ô nhiễm ở Hoa Kỳ.

### Trung Quốc
Mức độ ô nhiễm nước đã tăng lên gây ra nhiễm trùng tiêu chảy ở trẻ sơ sinh. Để duy trì chất lượng không khí và nước, Trung Quốc đã tiêu tốn khoảng 100 tỷ USD, nhưng nếu Trung Quốc phớt lờ chất lượng ô nhiễm nước thì tình trạng ô nhiễm sẽ ngày càng trầm trọng hơn. Việc đốt than là một trong những nguyên nhân hàng đầu gây ô nhiễm không khí ở Trung Quốc, buộc mọi người phải đeo khẩu trang khi ra nơi công cộng. Các vấn đề về ô nhiễm phát sinh từ các nhà máy điện và nhà máy công nghiệp. Đây là một báo cáo từ những người dân đô thị đang cố gắng thuyết phục chính phủ giúp đỡ. Chính phủ đã cố gắng quản lý ngành công nghiệp nặng. Có nhiều cách khác nhau để quản lý chất thải công nghiệp. Đôi khi cần có chính sách chặt chẽ hơn đối với các công ty xử lý chất thải công nghiệp. Theo một bài báo, nhiệt thải thường được sản xuất và ném ra môi trường. Nhiệt thải được tạo ra từ quá trình bay hơi nước của ngành công nghiệp. Nhiên liệu hóa thạch có thể giảm khi nhiệt thải được các ngành công nghiệp sử dụng vì lợi thế của chúng. Hầu hết các nỗ lực để giảm chất thải công nghiệp đến từ sự thay đổi lối sống từ con người và tác động nhiều hơn đối với môi trường.

### Luân Đôn
Để cải thiện chất lượng không khí ở London, đã có một quỹ trị giá 20 triệu bảng Anh, Quỹ Chất lượng Không khí của Thị trưởng Chúng tôi (MAQF). Luân Đôn đã triển khai 12 khu vực xe buýt ít phát thải. Điều này giúp giảm khói độc thải ra từ các phương tiện giao thông.